# Нигай, Константин Иванович
Константин Иванович Нигай (20 марта 1913 года, село Нижняя Янчихе — 17 апреля 1990 года, Кзыл-Ординская область) — бригадир колхоза «Гигант» Чиилийского района Кзыл-Ординской области, Казахская ССР. Герой Социалистического Труда (1950).

## Биография
Родился в 1913 году в корейской семье в селе Нижняя Янчихе. В раннем возрасте осиротел; воспитывался у родственников. Окончив семилетнюю школу, поступил в техникум физической культуры в Хабаровске, по окончании которого работал учителем физкультуры в одной из школ Хабаровска, учителем в средней школе № 2 (1932—1933), учителем средней школы в деревне Бук-Прохоры Спасского района Уссурийской области (1933—1937).
После депортации корейцев был определён на спецпоселение в Чиилийский район Кзыл-Ординской области, Казахская ССР. Первое время работал учителем физкультуры в школе колхоза «Кантонская коммуна» Терень-Узякского района (1937—1938), с 1938 года — учитель средней школы колхоза «Гигант» Чиилийского района, с 1943 года — руководитель по культурно-массовой работе в колхозе «Гигант». В 1946 году вступил в ВКП(б). С 1947 по 1962 год — заместитель председателя колхоза, бригадир рисоводческой бригады.
В 1949 году бригады под руководством Константина Нигая собрала в среднем по 87,7 центнеров риса с каждого гектара на участке площадью 20,9 гектаров. Указом Президиума Верховного Совета СССР от 21 июня 1950 года удостоен звания Героя Социалистического Труда с вручением ордена Ленина и золотой медали «Серп и Молот».
С 1963 по 1965 год — директор областной сельскохозяйственной опытной станции, затем — управляющий отделением совхоза имени Абая Сырдарьинского района (1965—1970).
В 1971 году вышел на пенсию. Продолжал трудиться бригадиром полеводческой бригады птицефабрики Сырдарьинского района. Персональный пенсионер союзного значения.
Скончался в апреле 1990 года. Похоронен в Кзыл-Орде.
Награды
- Герой Социалистического Труда
- Орден Ленина
- Медаль «За доблестный труд в Великой Отечественной войне 1941—1945 гг.»